# Ochaby Małe
Ochaby Małe – wieś w Polsce, położona w województwie śląskim, w powiecie cieszyńskim, w gminie Skoczów.
| SIMC    | Nazwa     | Rodzaj    |
| ------- | --------- | --------- |
| 0067330 | Bagna     | część wsi |
| 0067352 | Buczyna   | część wsi |
| 0067369 | Kamieniec | część wsi |
| 0067375 | Kępa      | część wsi |
| 0067381 | Kolonia   | część wsi |
| 0067429 | Zawodzie  | część wsi |

W latach 1975–1998 miejscowość położona była w województwie bielskim.
Wieś wchodzi w skład sołectwa Ochaby.
Wieś leży w historycznych granicach regionu Śląska Cieszyńskiego.